# كيه-1
كيه-1 هي منظمة وعلامة تجارية في رياضة الفنون القتالية تأسس في 1993 وهي مشهورة عالمياً بسبب قتالات الوزن الثقيل.
يرمز حرف الK لرياضات الكاراتيه،كيك بوكسينغ والكونغ فو.